# Richard Attah
Richard Attah (ur. 9 kwietnia 1995) – ghański piłkarz grający na pozycji bramkarza. Od 2020 jest piłkarzem klubu Hearts of Oak.

## Kariera klubowa
Swoją karierę piłkarską Attah rozpoczął w klubie Elmina Sharks. W 2017 roku zadebiutował w jego barwach w ghańskiej Premier League. W 2020 przeszedł do Hearts of Oak. W sezonie 2020/2021 wywalczył z nim mistrzostwo Ghany oraz zdobył Puchar Ghany.

## Kariera reprezentacyjna
W 2022 roku Attah został powołany do reprezentacji Ghany na Puchar Narodów Afryki 2021. Na tym turnieju nie rozegrał żadnego meczu.